# Ermutigung (Biermann)
Ermutigung ist ein Gedicht und Lied des deutschen Liedermachers und Lyrikers Wolf Biermann. Es erschien erstmals 1968 in der Gedichtsammlung Mit Marx- und Engelszungen im Verlag Klaus Wagenbach, der im gleichen Jahr auch die vertonte Fassung auf der Single 4 neue Lieder veröffentlichte. Biermann übernahm das Lied auf seine Langspielplatte aah-ja!, die 1974 bei CBS erschien.
Ermutigung warnt ein Gegenüber, sich trotz der herrschenden Zustände nicht verhärten und verbittern zu lassen. Die letzte Strophe endet mit dem optimistischen Bild eines kommenden Frühlings. Biermann widmete das Gedicht seinem Freund Peter Huchel, der zur Entstehungszeit vom Ministerium für Staatssicherheit überwacht und isoliert wurde. Es spiegelt auch seine eigene drohende Resignation als in der DDR mit Auftrittsverbot belegter Künstler. Die Liedvertonung wurde sowohl in der DDR als auch in der Bundesrepublik populär und gehört zu den bekanntesten Liedern Wolf Biermanns.

## Inhalt
Die erste Strophe beginnt mit den Versen:
„Du, laß dich nicht verhärten

in dieser harten Zeit“
Wer „all zu hart“ oder „all zu spitz“ sei, der drohe zu zerbrechen.
In den folgenden drei Strophen wird das angesprochene Du in gleicher Form aufgefordert, sich nicht verbittern, erschrecken und verbrauchen zu lassen. Denn sonst erfülle man die Absicht der „Herrschenden“, nämlich aufzugeben, bevor es zur großen Auseinandersetzung komme, vor der sie insgeheim zitterten.
Die vierte Strophe endet mit den Zeilen:
„Du kannst nicht untertauchen

Du brauchst uns, und wir brauchen

Grad deine Heiterkeit“
Während die ersten vier Strophen regelmäßig mit dem anaphorischen „Du“ eingeleitet werden, wechselt die fünfte und letzte Strophe endgültig über zum „Wir“, das sich bereits im Ausklang der dritten und vierten Strophe zu Wort gemeldet hat und nun ausdrücklich dazu aufruft, trotz „dieser Schweigezeit“ gemeinsam nicht länger zu schweigen.
Das Gedicht endet mit den Versen:
„Das Grün bricht aus den Zweigen

Wir wolln das allen zeigen

Dann wissen sie Bescheid“

## Hintergrund

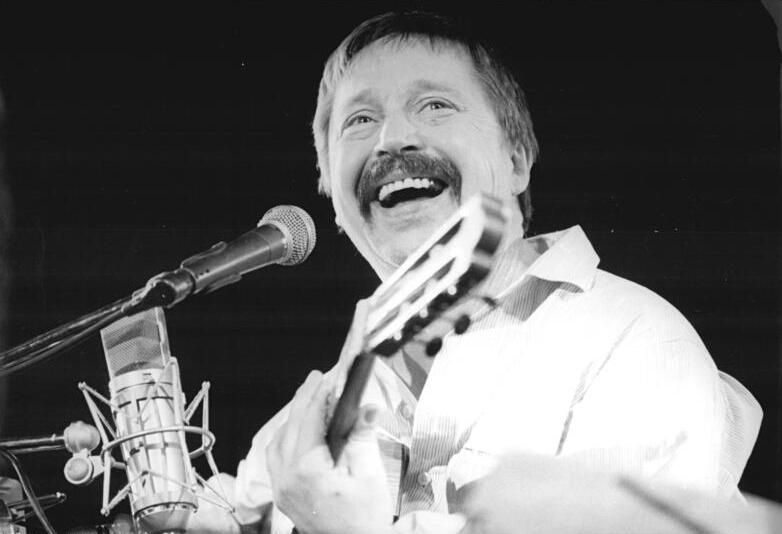
Wolf Biermann bei einem Konzert 1989 in Leipzig

Wolf Biermann widmete das Gedicht Ermutigung seinem Freund Peter Huchel. Dieser war seit der Gründung im Jahr 1949 Chefredakteur der Literaturzeitschrift Sinn und Form, die über die Grenzen der DDR hinaus Ansehen als Plattform der DDR-Literatur genoss. Nachdem seine undogmatische Konzeption wiederholt in Konflikt mit offiziellen Stellen der DDR geraten war, wurde er 1962 zum Rücktritt gezwungen. In den folgenden neun Jahren lebte er vom Ministerium für Staatssicherheit überwacht und bis auf den Besuch weniger Freunde von der Außenwelt isoliert in seinem Haus in Wilhelmshorst. Reisen waren untersagt, seine Post wurde konfisziert; erst 1971 gestattete man Huchels Ausreise aus der DDR. Für Andreas M. Reinhard war das Gedicht eine „Solidaritätserklärung des Jüngeren und wohl auch seelisch Stärkeren, mehr Verkraftenden […] für den illusionslosen Älteren.“
Auch Biermann selbst hatte in der DDR nach der Veröffentlichung seines Gedichtbandes Die Drahtharfe im westdeutschen Wagenbach-Verlag im Jahr 1965 und dem folgenden Auftritts- und Publikationsverbot durch das 11. Plenum des ZK der SED nach seinen Worten den „Status eines staatlich anerkannten Staatsfeindes“ erreicht. So betonte er gegenüber Franz Hohler, er habe das Lied „nicht nur für meinen Freund und hochverehrten Kollegen Peter Huchel“ geschrieben, sondern „auch für mich.“ Und in einem späteren Interview beschrieb Biermann: „dieses rote Kirchenlied schrieb ich, als ich selbst in der Gefahr war zu verhärten. Ich hatte es in der DDR zu Anfang eben noch nicht gelernt, unter dem Hammer des absoluten Verbotenseins trotz alledem die lebensnotwendige Heiterkeit im Leiden mir zu erobern.“

## Form und Vertonung
Das Gedicht besteht aus fünf Strophen, die mit Ausnahme des ersten Verses im Reimschema [abaab] stehen. Die rhythmische Gliederung erinnert Birgit Lermen und Matthias Loewen an den frühen Bertolt Brecht sowie an die Form eines Volkslieds, wobei die Eingängigkeit der Form einen Kontrast zur Thematik der intellektuellen Resignation bilde. Der einfache Stil ist teils in der Umgangssprache gehalten, teils epigrammhaft verkürzt. Ein Wortspiel leitet jeweils von den Anfangszeilen der ersten vier Strophen mit den Verben „verhärten“, „verbittern“, „erschrecken“, „verbrauchen“ auf die Beschreibungen der Zeit in den Folgezeilen über, die aus demselben Wortstamm gebildet sind. Die letzte Strophe durchbricht den gleichförmigen Aufbau der ersten vier Strophen, und die Diktion des Textes wird ermutigender.
Biermanns Vertonung der Ermutigung wechselt zwischen Viervierteltakt und Zweivierteltakt. Die Viertelnoten erinnern Georg Friedrich Kühn in ihrer Gleichwertigkeit an einen Choral. Lermen und Loewen nehmen im Vortrag der ersten vier Strophen kaum Akzente durch Dehnungen oder ironische Verstärkungen wahr, erst in der letzten Strophe werde der Rhythmus beschwingter. Laut Thomas Rothschild ist die Tonart durchgängig äolisch, eine dem Moll ähnliche Kirchentonart, der Schlussakkord wechselt allerdings zur Subdominante der parallelen Durtonart. Der Rhythmus sei drängend und wirke durch die eingeschobenen Zweivierteltakte ungeduldig. Dabei rufe die absteigende Tonfolge der Melodie ein Gefühl von Trauer hervor. Die letzte Strophe singe Biermann um eine Quarte höher, was zu einer gepressten Stimmlage führe, die Metapher der grünenden Zweige werde regelrecht herausgeschrien. Der Vortrag lasse so die Diskrepanz zwischen dem klischeehaften Bild und dem verzweifelten Wunsch nach seiner Erfüllung spüren.

## Interpretation
Peter Rühmkorf fasst den Inhalt in „Rezensentenprosa“ zusammen: „wer sich nicht unterkriegen, nicht verbittern, verhärten, verbrauchen läßt, wird schließlich auch den Schreckenszirkel von Pression und Erpreßbarkeit durchdringen und eines neuen Genossenschafts- oder Gemeindegeistes teilhaftig werden“. Dabei betont er die Anspielung auf Pfingsten, die typisch für die oft religiösen Allegorien Biermanns sei, und nennt das Gedicht somit eine „frohe Botschaft“.
Jürgen Haupt untersucht insbesondere die Naturlyrik in Biermanns Gedicht, die Winter-Metapher von der „harten Zeit“ und die Frühlings-Metapher der grünenden Zweige, mit denen Biermann zu einem Überwintern im Widerstand ermutigen wolle. Er warne vor zu starker Individualität, die in der Gefahr stehe, zu vereisen und zu brechen, vor perspektivlosem Subjektivismus ebenso wie vor einer isolierten Resignation. Das Gedicht beschwöre das „Du“ der Freundschaft wie das „erlösende Wir“ der Solidarität in der Gemeinschaft. Die trotzig-hoffnungsvolle Frühlingsmetapher sei auch als ein Gegenentwurf zur Naturlyrik des angesprochenen Peter Huchel zu verstehen, die überwiegend eine düster-elegische Stimmung verbreite.
Beate Pinkerneil sieht im Gedicht eine Feier der „Kunst des Lebens und Überlebens“. Sie erinnert an Friedrich Hölderlin und dessen Vorsatz, „Heiterkeit ins Leiden“ zu bringen. Der Appell, sich nicht im eigenen Unglück einzurichten, sondern der schleichenden Verbitterung und Verhärtung mit einer „fröhlichen Zuversicht und heiteren Gelassenheit mitten im verordneten Friedhofsfrieden“ zu widerstehen, sei mit der leisen Stimme subversiver Kunst vorgetragen und ein „Zeugnis entschlossener Solidarität“.
Für Birgit Lermen und Matthias Loewen bildet der Kontrast zwischen der Erstarrung der Resignation und dem Aufbruch der Veränderung das Thema des Gedichts. Dabei fallen die Ideale wie Freiheit, Wahrheit, Offenheit, Lust und Liebe dem Menschen nicht aus der Natur heraus zu, sondern sie müssen in der historischen Situation errungen werden, wenn es etwa in der vorletzten Strophe heißt: „Gebrauche deine Zeit“. Das Gedicht zeige einerseits die Enttäuschung des Sozialisten Biermann über die Verwirklichung seiner Ideale im eigenen Land, andererseits die Hoffnung, die Menschen auch durch seinen Gesang zu einer humanen und freien Form des Sozialismus zu führen.

## Bezug zu anderen Gedichten

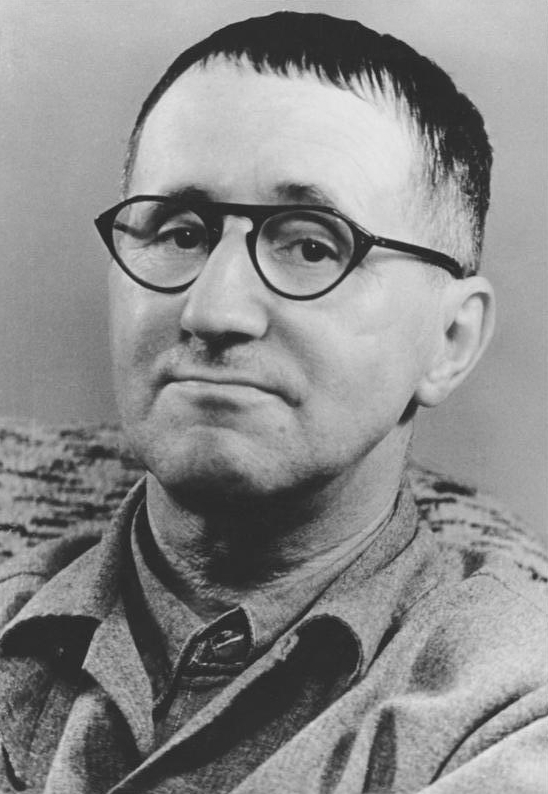
Bertolt Brecht (1954)

Wolf Biermann gab selbst an, dass seine Ermutigung auf Brechts Gedicht Gegen Verführung aus Bertolt Brechts Hauspostille zurückgehe: „Das hätte ich bestimmt nicht schreiben können, wenn es nicht Meister Brecht gegeben hätte.“ Biermann folgt dem Vorgänger sowohl im Reimschema als auch im Versmaß. Brechts Gedicht beginnt mit den Versen:
„Laßt euch nicht verführen!

Es gibt keine Wiederkehr.“
Die Aufforderung wird – ähnlich wie in Biermanns Gedicht – mehrmals variiert wiederholt: „Laßt euch nicht verführen! […] Laßt euch nicht betrügen! […] Laßt euch nicht vertrösten!“ Aus den Warnungen Brechts an eine nicht näher bestimmte Gruppe („euch“) wird bei Biermann die direkte Ansprache des Gegenübers, des „Du“. Und während Brechts Gedicht für Beate Pinkerneil trost- und hoffnungslos endet, habe Biermann seiner Variation eine hoffnungsfrohe und zuversichtliche Schlussstrophe angefügt.
In Biermanns Werk – sowohl im Gedichtband wie später auf der Langspielplatte – steht die Ermutigung zwischen zwei anderen Gedichten, die dasselbe Thema der Mut und des Zuspruches variieren, benannt Kleine Ermutigung und Große Ermutigung. Die Kleine Ermutigung ist ein kurzes, reimloses Lied in drei Strophen, beginnend mit der Ansprache „Ach verzagt nicht, Freunde“ und schließend mit dem Bild eines Strauches, der im Glück verdorren müsste, gäbe es nicht den Wolkenbruch des Leids. Die Große Ermutigung berichtet in der Ich-Form von einer großen Müdigkeit, hervorgerufen von Härte, Kälte, Politik und Schlachten. Die Fragen, wann die Leiden endlich ein Ende hätten, beantwortet der Refrain:
„Wenn die neuen Leiden kommen

haben sie ein Ende“
Das Fazit der zuerst von scheinbarem Selbstmitleid getragenen Großen Ermutigung ist somit laut Andreas M. Reinhard, dass dieses überwunden und das Leiden ertragen werden müssen, um die Entwicklung zu einer besseren Gesellschaft zu erreichen.

## Rezeption
Laut Stefan Wolle wurde das Lied Ermutigung in der DDR „fast zum Volkslied“, nach manchen Stimmen gar zur „heimlichen Nationalhymne der DDR“. Wolf Biermann sprach selbst davon, dass Ermutigung das „beliebteste Lied in den Gefängnissen der DDR“ gewesen sei und von den Gefangenen als eine Art „Seelenbrot“ gesungen wurde, oft ohne dass ihnen der Verfasser bekannt gewesen wäre. Laut Ulrich Morgenstern ist Ermutigung auch im Westen das „weitaus populärste Lied Wolf Biermanns“. Es wurde etwa von jungen Kirchentagsbesuchern und Pazifisten gesungen, auch in Abgrenzung zu radikaleren Protestströmungen. Heinz Rölleke nahm Biermanns Lied 1993 in seine Sammlung Das Volksliederbuch auf, Marcel Reich-Ranicki 2005 in seinen Kanon der deutschen Literatur.
Für Peter Rühmkorf gab das „berühmte“ Gedicht „einen Begriff und mit ihm einen kräftigen Geschmack von dem, was an Biermanns Trost- und Trutzliedern so packend, so wirksam, so kontagiös mitreißend ist.“ „Eines der schönsten Trostgedichte“ für einen Freund, der dieser Ermutigung wahrlich bedurft habe, nannte Peter Wapnewski Biermanns Gedicht. Peter Schneider beschrieb: „Es sind schöne Verse. Biermann hat solchen Ton später kaum mehr erreicht“. Ermutigung blieb für Beate Pinkerneil auch 1993 „ein heute aktuelles Lied“, da es zur Lage „der zum Schweigen verurteilten Oppositionellen“ deutlich mache, „wie viel moralische und künstlerische Kraft (neben politischem Instinkt) notwendig waren, […] den aufrechten Gang nicht zu verlernen.“
Das Lied fand auch Eingang in das Gesangsgut kirchlicher Kreise. Im Jahr 1980 führte das Singen des Liedes im Konfirmandenunterricht noch zu einer Kontroverse, in die sich der schleswig-holsteinische Ministerpräsident Gerhard Stoltenberg einschaltete, der schriftlich bei der Landeskirche protestierte. Obwohl das Lied „keine aggressiven politischen Aussagen enthalte“, werde Biermann laut Stoltenberg „dadurch nur noch gefährlicher“. In Schweden wurde das Lied durch die Aufnahme ins evangelische Kirchengesangbuch inzwischen kanonisiert: Es fand in einer Übersetzung von Per Olov Enquist als Lied Nr. 824 Eingang in Psalmer i 2000-talet (deutsch: „Lieder der 2000er Jahre“), eine 2006 erschienene Ergänzung zum Gesangbuch der Schwedischen Kirche. Anders als bei anderen seiner Lieder wünschte sich Biermann ausdrücklich, Ermutigung möge in der Gruppe gesungen werden.
Die Zeile „Du lass dich nicht verhärten“ wurde 1976/1978 in dem Text zu dem Song Unter dem Pflaster von Angi Domdey und der Band Schneewittchen verarbeitet, der in der Version „Du lass dich nicht erweichen, bleib hart in deinem Kern“ hinsichtlich der Frage diskutiert wurde, ob es sich um einen Aufruf zur Gewalt handele. Dieses eigentlich in einem feministischen Kontext entstandene Lied coverte später die DDR-Punkband Feeling B.
Am 7. November 2014 trug Biermann das Lied in einer Gedenksitzung des Bundestags zum 25. Jahrestag des Falls der Berliner Mauer vor, in deren Rahmen seine Äußerungen über die Partei Die Linke zu einem Eklat führten.
Anfang September 2024 veröffentlichte der Rapper Juse Ju die Single Das Ende des Zynismus, die Auszüge der Ermutigung als Refrain enthält.

## Ausgaben
- Wolf Biermann: Mit Marx- und Engelszungen. Wagenbach, Berlin 1968, S. 61.
- Wolf Biermann: 4 neue Lieder. Wagenbachs Quartplatte 3, Berlin 1968.
- Wolf Biermann: aah-ja! CBS 1974, Nr. 80118.